# Sinfonía n.º 12 (Haydn)

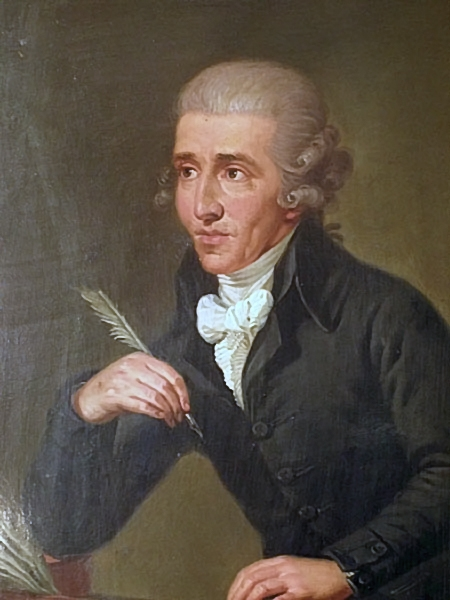
Haydn hacia 1770.

La Sinfonía n.º 12 en mi mayor, Hob. I:12 fue compuesta por Joseph Haydn en 1763, durante su etapa al servicio del príncipe Nicolás Esterházy.

## Historia

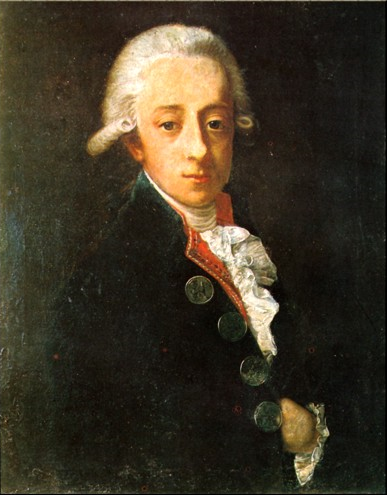
Nicolás Esterházy en 1762.

La producción sinfónica del maestro austríaco puede dividirse a grandes rasgos en tres bloques temporales: el primer bloque (1757-1761) se corresponde con su periodo al servicio del conde Carl von Morzin (n.º 1 - n.º 5); el segundo bloque en la corte Esterházy (1761-1790 pero con la última sinfonía para el público de Esterházy en 1781); y el tercer bloque (1782-1795) comprende las Sinfonías de París (n.º 82 - n.º 87) y las Sinfonías de Londres (n.º 93 - n.º 104). El 1 de mayo de 1761 el compositor firmó su contrato como vice-kapellmeister (más tarde kapellmeister) de la familia Esterházy, que nominalmente duró 48 años, hasta su muerte.
La composición de esta pieza se desarrolló en 1763. Se conserva el manuscrito autógrafo fechado en ese año. Por aquel entonces el compositor tenía 31 años y estaba al servicio de la familia Esterházy. Según Michael Morrison, quizá sea Haydn de todos los compositores el que más provecho extrajo del lenguaje musical sencillo sin repetirse ni hacerse tedioso. Sólo Mozart o Schubert pudieron llegar a ser las vastas y profundas fuentes de belleza musical que fue Haydn. De hecho, es precisamente la productividad y claridad de Haydn lo que ha llevado a algunos estudiosos de la música a tachar su obra de excesivamente simple. También se ha supuesto que la obra de Haydn, como la de Felix Mendelssohn, carece de sustancia y significado porque vivió una vida cómoda, sin el estrés de ganarse la vida. Sin embargo, Haydn fue en realidad un compositor autodidacta que vivió de su ingenio en un piso compartido, dando clases de música y limpiando zapatos, hasta que el príncipe Anton Esterházy, un acaudalado noble húngaro, se fijó en su Sinfonía n.º 1 y le ofreció el puesto de director musical adjunto. Con una vida cómoda, seguridad y una orquesta y cantantes a su disposición, empezó a producir obras de todo tipo para muchas ocasiones diferentes. Haydn fue un gran maestro de la sinfonía y, aunque no inventó la forma, se le atribuye el mérito de haberla hecho madurar y de haberla establecido como forma musical autónoma distinta de la obertura o del programa de relleno de otras obras. Durante ese mismo año compuso otras dos sinfonías: la Sinfonía n.º 13 y la Sinfonía n.º 40.

## Instrumentación
La partitura está escrita para una orquesta formada por:
- Viento madera: 2 oboes, 1 fagot.
- Viento metal: 2 trompas en mi.
- Cuerda: una sección de cuerdas con 2 violines, viola, violonchelo y contrabajo.
- Teclado: clavecín como bajo continuo.

El fagot solo aparece en el trío. En cuanto a la participación del clavecín como bajo continuo en las sinfonías de Haydn existen diversas opiniones entre los estudiosos: James Webster se sitúa en contra; Hartmut Haenchen a favor; Jamie James en su artículo para The New York Times presenta diferentes posiciones por parte de Roy Goodman, Christopher Hogwood, H. C. Robbins Landon y James Webster. A partir de 2019 la mayor parte de las orquestas con instrumentos modernos no utiliza el clavecín como continuo. No obstante, existen grabaciones con clavecín en el bajo continuo realizadas por: Trevor Pinnock (Sturm und Drang Symphonies, Archiv, 1989-1990); Nikolaus Harnoncourt (n.º 6–8, Das Alte Werk, 1990); Sigiswald Kuijken (incluidas las Sinfonías de París y Londres; Virgin, 1988-1995); Roy Goodman (Ej. n.º 1-25, 70-78, 82-87; Hyperion, 2002).

## Estructura y análisis
La sinfonía consta de tres movimientos:
- I. Allegro, en mi mayor 2
2
- II. Adagio, en mi menor 6
8
- III. Presto, en mi mayor 2
4

La interpretación de esta obra dura aproximadamente entre 15 y 20 minutos. Esta obra, incluso más que la Sinfonía n.º 16, es una apoteosis de la sinfonía de cámara austríaca de mediados de siglo. Es una nimiedad en comparación con sus siguientes obras, pero es sofisticada y completa. Se trata de una pieza homotonal. Haydn ya tenía treinta y tantos años cuando realizó este trabajo y muestra tanto el progreso de su habilidad como que gran parte de su crecimiento aún estaba por llegar. La tonalidad de mi mayor siempre ha suscitado una cálida respuesta en la música de Haydn, al igual que la de la mayor en la producción de Mozart. No obstante, en el género de la sinfonía sólo hay dos obras en esa tonalidad, la Sinfonía n.º 12 y la n.º 29.

### I.Allegro
El primer movimiento, Allegro, está escrito en la tonalidad de mi mayor, en compás alla breve y sigue la forma sonata con coda. Se inicia con la simplicidad típica de Haydn, que presenta una atractiva melodía sobre un contrapunto eficaz. El primer tema es suave y conciliador para las cuerdas en su mayor parte, al unísono. La contrarréplica en forte desemboca sin interrupción en el segundo grupo, que incluso tiene tiempo para un "segundo tema" contrastante. El brevísimo desarrollo regresa a la tónica "demasiado pronto", pero el pasaje se basa en el segundo tema y de nuevo se aleja antes de la preparación y retorno definitivos. Se trata de una versión temprana de la posterior "falsa recapitulación" de Haydn.

### II.Adagio
El segundo movimiento, Adagio, está en mi menor y en compás de 6/8. El movimiento lento, de manera inusual, está marcado como Adagio y aún más inusual es su tonalidad de mi menor. Después de hacia 1740 los movimientos orquestales en tonalidades menores de sostenidos son muy raros. Es una siciliana, una danza parecida a una giga, similar a los movimientos lentos de estilo pastoral de la Sinfonía n.º 27 y la Sinfonía B. Su carácter es sombrío, casi vacilante y parecida a un canto fúnebre, aunque los acordes al unísono lo interrumpen continuamente.  Aunque empieza con un motivo "siciliano" convencional, pronto entra en un extraño mundo "operístico" de arrebatos en forte al unísono, disonancias, cromatismos, cadencias rotas y giros sorprendentes. Todo ello hace de él el movimiento más inusual de los tres. Lo más extraño de todo es que la exposición modula y cadencia en la dominante menor (si menor) en lugar de la tonalidad relativa mayor habitual de Haydn. Es de suponer que este movimiento conllevaba asociaciones extramusicales.

### III.Presto
El tercer y último movimiento, Presto, retoma la tonalidad inicial, el compás es 2/4 y está en forma sonata. El Finale, en contraste con el Adagio previo, es todo actividad. Es breve, de unos tres minutos y medio, comienza, se sostiene y termina sin aliento. Se abre con una melodía típica de Haydn de dos frases y gira a través de un puente inteligente hasta un segundo tema igualmente apasionante que apoya rítmicamente al primero pero no se limita a imitarlo. El proceso se repite y todo termina bien. La inimitable combinación de imprevisibilidad y habilidad compositiva de Haydn lo elevan de entretenimiento rutinario a algo superior.